# 82 Kozacki Szwadron Kawalerii
82 Kozacki Szwadron Kawalerii (ros. 82-й казачий эскадрон) – kolaboracyjny oddział wojskowy złożony z Kozaków podczas II wojny światowej
W czerwcu 1942 r. jednostki XL Korpusu Pancernego gen. Leo Geyra von Schweppenburga, walczące na Ukrainie, wzięły tak dużą liczbę jeńców wojennych, że nie były w stanie przeznaczyć odpowiedniej liczby żołnierzy do ich kontroli. Z tego powodu spośród jeńców zostali wydzieleni Kozacy, którzy opowiedzieli się przeciwko reżimowi stalinowskiemu. Niemcy uzbroili ich w karabiny ręczne i dali konie w celu wypełniania zadań wartowniczych. Spośród takich Kozaków sformował szwadron kawalerii były zawodowy wojskowy Armii Czerwonej Michaił Zagorodnyj. Liczył on ok. 340 ludzi, głównie Kozaków kubańskich. Szwadron służył początkowo przy sztabie XL Korpusu Pancernego. Następnie został przeniesiony na front, gdzie na stepach Kubania walczył wraz z pułkiem kawalerii kozackiej Jungschulz. Kozacy najczęściej pełnili zadania rozpoznawcze pancernych oddziałów Armii Czerwonej. Wielkość oddziału podesauła Zagorodnego rozrosła się do dwóch szwadronów. W październiku-listopadzie 1942 r. oba szwadrony uwikłały się w ciężkie walki o kolonię Wiestdorf. 2 szwadron po zwycięstwie wziął do niewoli 2 oficerów oraz 31 podoficerów i żołnierzy, zaś 8 czerwonoarmistów przeszło na stronę Kozaków. Po niemieckim odwrocie z północnego Kaukazu na pocz. 1943 r., szwadrony ubezpieczały wycofywanie się jednostek XL Korpusu Pancernego. Podczas przeprawy przez Don poniosły duże straty, przebijając się z okrążenia. Ocaleli Kozacy ponownie zostali skupieni w jednym szwadronie. Jesienią 1943 r. uczestniczyli oni w walkach w rejonie Nikopola, gdzie zdobyli duże ilości broni i wzięli wielu jeńców. Sformowano spośród części z nich kompanię karabinów maszynowych. Następnie szwadron poprzez Kirowograd i rzekę Dniestr został wycofany do Mołdawii, gdzie zwalczał partyzantkę. Latem 1944 r. przeniesiono go do okupowanej Francji do walki z wojskami alianckimi, które wylądowały na wybrzeżu Normandii na pocz. czerwca. Szwadron wraz z oddziałami niemieckimi dostał się w okrążenie w Saint-Lô i został zniszczony w wyniku ataku amerykańskich czołgów.